# Walter Noriega
Walter Noriega (Medellín, Antioquia, Colombia; 22 de marzo de 1979) es un exfutbolista colombiano. Jugaba de portero y su último equipo fue el Unión Magdalena de Colombia.

## Trayectoria
Debutó en el Boyacá Chicó club con el cual jugó la Copa Libertadores 2008 además fue campeón del torneo apertura 2008.
Llegó en el 2010 a Cienciano del Cuzco siendo así uno de los referentes del club incaico según declaraciones suyas volvió a Colombia para estar más cerca de su familia a pesar de tener ofertas del torneo peruano.

## Clubes
| Club                | País                | Año                 | Partidos |
| ------------------- | ------------------- | ------------------- | -------- |
| Boyacá Chicó        | Colombia            | 2006-2009           | 107      |
| Cienciano           | Perú                | 2010-2011           | 72       |
| Real Cartagena      | Colombia            | 2012                | 12       |
| Unión Magdalena     | Colombia            | 2013                | 35       |
| Total en su carrera | Total en su carrera | Total en su carrera | 226      |

## Palmarés

### Campeonatos nacionales
| Título          | Club         | País     | Año  |
| --------------- | ------------ | -------- | ---- |
| Torneo Apertura | Boyacá Chicó | Colombia | 2008 |